# Punta Quidora
Pour les articles homonymes, voir Quidora.
Punta Quidora est un promontoire situé au Chili. Il est situé dans la province de Magallanes et la région de Magallanes et de l'Antarctique chilien, dans la partie sud du pays, à 2 200 km au sud de la capitale, Santiago du Chili.
Le terrain à l’intérieur des terres est varié. La mer est proche de Punta Quidora au sud-est. Le point culminant à proximité est à 387 mètres d’altitude, à 1,1 km au nord-ouest de Punta Quidora. La région est peu peuplée. Il n’y a pas de localités à proximité.